# Сиников, Андрей Алексеевич
Андрей Алексеевич Сиников (1917 — 1983) — советский хозяйственный, государственный и политический деятель, Герой Социалистического Труда.

## Биография
Родился в 1917 году в селе Доброводье. Член КПСС.
Участник Великой Отечественной войны в составе 487-го особого строительного батальона на Западном фронте. С 1942 года — на хозяйственной, общественной и политической работе. В 1942—1983 гг. — первый секретарь Волынского районного комитета комсомола Орловской области, бригадир овощеводческой бригады колхоза имени Ульянова Севского района Брянской области.
Указом Президиума Верховного Совета СССР от 30 апреля 1966 года присвоено звание Героя Социалистического Труда с вручением ордена Ленина и золотой медали «Серп и Молот».
Избирался депутатом Верховного Совета СССР 6-го созыва.
Делегат XXII съезда КПСС.
Умер в посёлке Зайцевском в 1983 году.